# بنجامين سايمور
بنجامين سايمور (بالإنجليزية: Benjamin Seymour)‏ هو سياسي كندي، ولد في 1806، وتوفي في 23 مارس 1880. انتخب عضو مجلس الشيوخ الكندي.